# Matthew Underwood
Matthew Dillon Underwood, ameriški televizijski in filmski igralec, * 23. april 1990, Fort Pierce, Florida, Združene države Amerike.

## Biografija

### Zgodnje in osebno življenje
Matthew Dillon Underwood se je rodil 23. aprila 1990 v Fort Piercu, Florida, Združene države Amerike.
Je navdušen športnik: uživa v vseh vrstah surfanja, plezanja, bordanja, jadraja in skakanja.

### Kariera
Matthew Underwood je svojo igralsko kariero začel pri devetih letih, leta 1999 v filmu My Neighbors the Yamadas.
Potem se je leta 2002 pojavil v filmu The Wishing Stone in televizijski seriji Go for It!, leta 2004 v filmu The Marionette in seriji Method & Red, leta 2005 pa v serijah E-Venture Kids in Zoey 101 (to serijo snema do leta 2008).
Leta 2006 igra v filmih Web Journal Now in Casper's Scare School, leta 2007 v seriji Avatar: The Last Airbender, leta 2008 pa posname še Zoey 101: Behind the Scenes.
Letos smo ga lahko videli v filmu Reality Horror Night in sicer v vlogi Matthewa.

## Filmografija

### Filmi
| Leto | Naslov                   | Vloga     |
| ---- | ------------------------ | --------- |
| 2009 | Reality Horror Night     | Matthew   |
| 2006 | Casper's Scare School    | Thatch    |
| 2006 | Web Journal Now          | Matt      |
| 2004 | The Marionette           | Otrok     |
| 2002 | The Wishing Stone        | Nepoznano |
| 1999 | My Neighbors the Yamadas | Glasovi   |

### Televizija
| Leto      | Naslov                      | Vloga       | Epizode           |
| --------- | --------------------------- | ----------- | ----------------- |
| 2002      | Go for It!                  | Nepoznano   | Nepoznane epizode |
| 2004      | Method & Red                | Bully       | 1 epizoda         |
| 2005      | E-Venture Kids              | Matt        | Nepoznane epizode |
| 2005–2008 | Zoey 101                    | Logan Reese | 61                |
| 2007      | Avatar: The Last Airbender  | Otrok       | 1 epizoda         |
| 2008      | Zoey 101: Behind the Scenes | Logan Reese | Za sceno          |